# Ceraphron macroneurus
Ceraphron macroneurus är en stekelart som beskrevs av William Harris Ashmead 1887. Ceraphron macroneurus ingår i släktet Ceraphron och familjen pysslingsteklar. Inga underarter finns listade i Catalogue of Life.